# Jeppestown
Jeppestown ist ein Stadtteil von Johannesburg und innerhalb der Region F zugleich ein administrativer Bestandteil der Metropolgemeinde City of Johannesburg in der südafrikanischen Provinz Gauteng.

## Geographie
In Jeppestown lebten nach der in 2011 durchgeführten Volkszählung 14.795 Menschen. Seine Fläche beträgt etwa 1,83 Quadratkilometer. Jeppestown, östlich vom Central Business District gelegen, zählt zu den ältesten urbanen Wohngegenden von Johannesburg. Belgravia heißt der östliche Teil von Jeppestown.
Der Stadtteil Jeppestown erstreckt sich entlang der aus dem Johannesburger Stadtzentrum nach Osten verlaufenden Main Street und Jules Street. Im Süden verläuft die Stadtteilgrenze (W nach O) entlang der Hanau Street, Concession Street und schneidet ganz im Osten die Tucker Street in einem flachen Winkel. Die östliche Stadtteilgrenze erstreckt sich in den Grundstücken westlich und nahezu parallel mit der 1st Street bis zur Fawcus Street (ehemalige Persimmon Street). Nun wendet sie sich nach Westen und verläuft am südwestlichen Rand des Alexander-Parks bis zur scharfen Kurve der Good Hope Street (Loop Road). Hier quert die Stadtteilgrenze das Gelände der Jeppe High School for Boys. Weiter westlich zieht sie sich entlang der Priscilla Street, durchschneidet in dieser Flucht Quartiere, bis sie an der Highgate Street auf die Main Street einschwenkt. An der Kreuzung mit der Mordaunt Street knickt die Stadtteilgrenze in Richtung WNW und quert dabei zahlreiche Grundstücke und Straßenzüge, bis sie nördlich der Albertina Sisulu Road an der Straßenkreuzung Beacon, Shore und Lower Page Street endet. Hier knickt sie spitzwinklig in Richtung SSO, schneidet mehrere Quartiere und Straßen, erreicht den südwestlichen Bereich der Straßenkreuzung Betty Street / Durban Street. Hier knickt sie nach Osten und läuft auf die Hanau Street zu.
Ursprünglich umfasste Jeppestown einige weitere Straßenzüge, hauptsächlich in O-W-Richtung nördlich des heutigen Stadtgebiets. Zu Jeppestown gehörten einst die Quartiere Fairview, Wolhuter und Jeppestown South.

## Geschichte

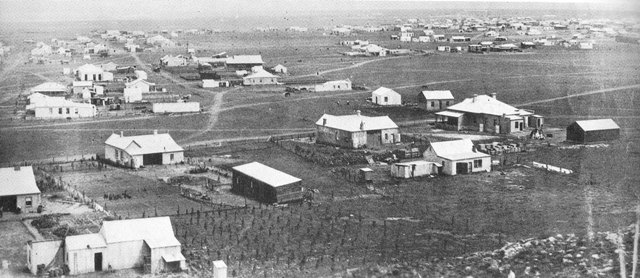
Jeppestown im Jahr 1888

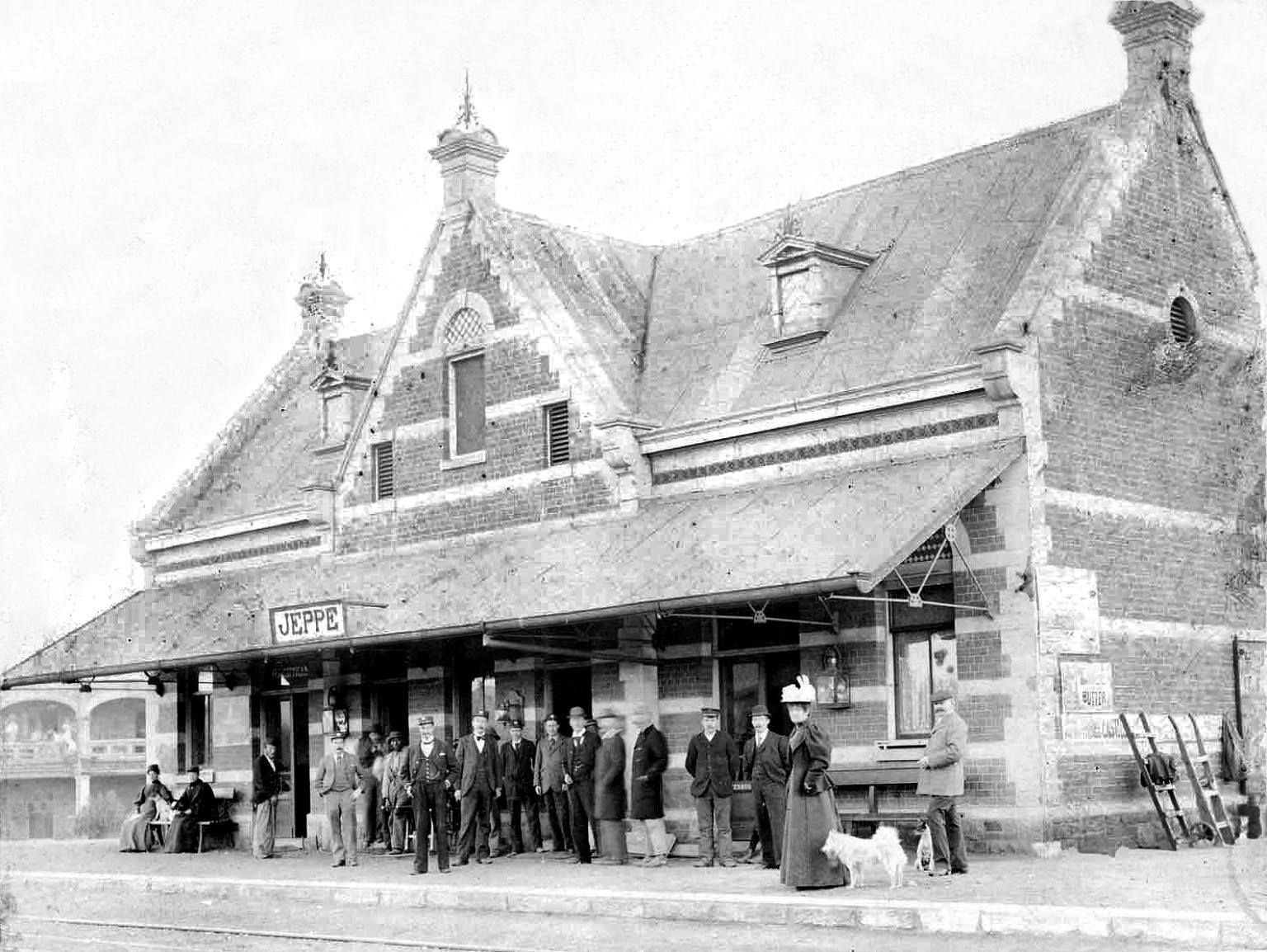
Bahnstation Jeppe um 1893

Die Ausbreitungsrichtung der frühen Besiedlungsaktivitäten in Johannesburg ist ursächlich mit der west-östlichen Entwicklung des Goldbergbaureviers am Witwatersrand verknüpft. War Fordsburg im Westen mit Baracken und einfachen Hütten die Arbeiterstadt und einer Einwohnergruppe gemischter Herkunft, entstand Jeppestown gleichzeitig als Wohnareal der wohlhabenden europäischstämmigen Einwohner. Die aus Mecklenburg stammende Jeppe-Familie gehörte zu den großen Landeigentümern während der ersten urbanen Erschließung des Geländes. Die Firma Ford and Jeppe Co. befasste sich hier mit der Landvermessung zum Zwecke der Bebauung. 1893 lagen die Planungen für 150 Gebäude vor und 1898 waren über 700 Gebäude entstanden. Dieser Zeitraum gilt als die Gründungsperiode von Jeppestown.
Die bürgerliche Mittelklasse prägte mit ihren Bedürfnissen und Möglichkeiten die Stadtentwicklung in Jeppestown durch die Ausprägung eines Mischgebietes und veranlasste im benachbarten Jeppestown South die Errichtung weiterer, jedoch kleinerer Wohnhausbauten. Der östliche Teil des Stadtgebietes, als Belgravia bekannt, unterlag bei seiner Entwicklung höheren Ansprüchen. Hier waren die einzelnen Grundstücke größer bemessen und die wichtigsten Straßen erhielten Baumreihenpflanzungen. In diesem Areal wurde mittels kommunaler Vorschriften die Entwicklung gewerblicher Flächennutzungen ausgeschlossen, wodurch es seinen Charakter als reines Wohnareal bewahrte.
Nach dem Zweiten Weltkrieg litt Jeppestown unter einer Überbevölkerung und hoher Verdichtungsrate. Die bauliche Substanz im Stadtteil verfiel dabei zunehmend. Entlang der Eisenbahnlinie, besonders bei Jeppestown South, zeichnete sich der städtebauliche Substanzverlust durch verfallene und abgerissene Bauten im Siedlungsbild deutlich ab.
Nach den Vorgaben des City Town Planning Scheme (etwa: Stadtentwicklungsplan) aus dem Jahre 1946 durften die Grundstücke westlich der Eisenbahnlinie nur noch für gewerbliche Zwecke genutzt werden. Auch konzentrierten die Stadtbehörden mit ihrer Genehmigungspraxis die Gewerbeentwicklung auf die Zonen der Jules, Main und Commissioner Street. In den 1950er Jahren beauftragte die Johannesburger Stadtverwaltung mehrmals sozioökonomische Studien zur detaillierten Untersuchung des Gebietes. Eine solche Untersuchung regte 1956 umfassende städtebauliche Sanierungsmaßnahmen an, wovon 250 Wohnbauten betroffen waren. Diese Schritte bildeten den ersten Eingriff städtischer Planungsbehörden in die hiesige Bevölkerungsstruktur. 1963 veranlasste die städtische Gesundheitsbehörde (City Health Department) ein Slum-Baugutachten in Jeppestown. Diese Untersuchung und weitere folgende Arbeiten leiteten umfassende Stadterneuerungsmaßnahmen ein. Bis in die Gegenwart entwickelte sich der Stadtteil mit gemischten Nutzungsstrukturen unterschiedlicher Dichte. Die älteren Wohnflächen werden vorwiegend von schwarzen Einwohnern genutzt, die zuvor in Baracken, Hüttensiedlungen, Hauspersonalwohnungen und Hostels lebten. Sie bewahrten dadurch viele ältere Gebäude vor Zerstörungen, die auch in Folge von Hausbesetzungen eintraten.

## Verkehrsinfrastruktur
Es gibt den Eisenbahnhaltepunkt Jeppe im Westen des Stadtteils, der an der Fernstrecke Johannesburg-Pretoria liegt und zugleich ein Haltepunkt von fünf Linien des Nahverkehrsnetzes Metrorail Gauteng ist. Innerhalb früherer Stadtteilgrenzen zählte auch noch die Station George Goch dazu.
Hauptverkehrsstraßen im heutigen Stadtteil sind der John Page Drive und die Jules Street.

## Sehenswürdigkeiten

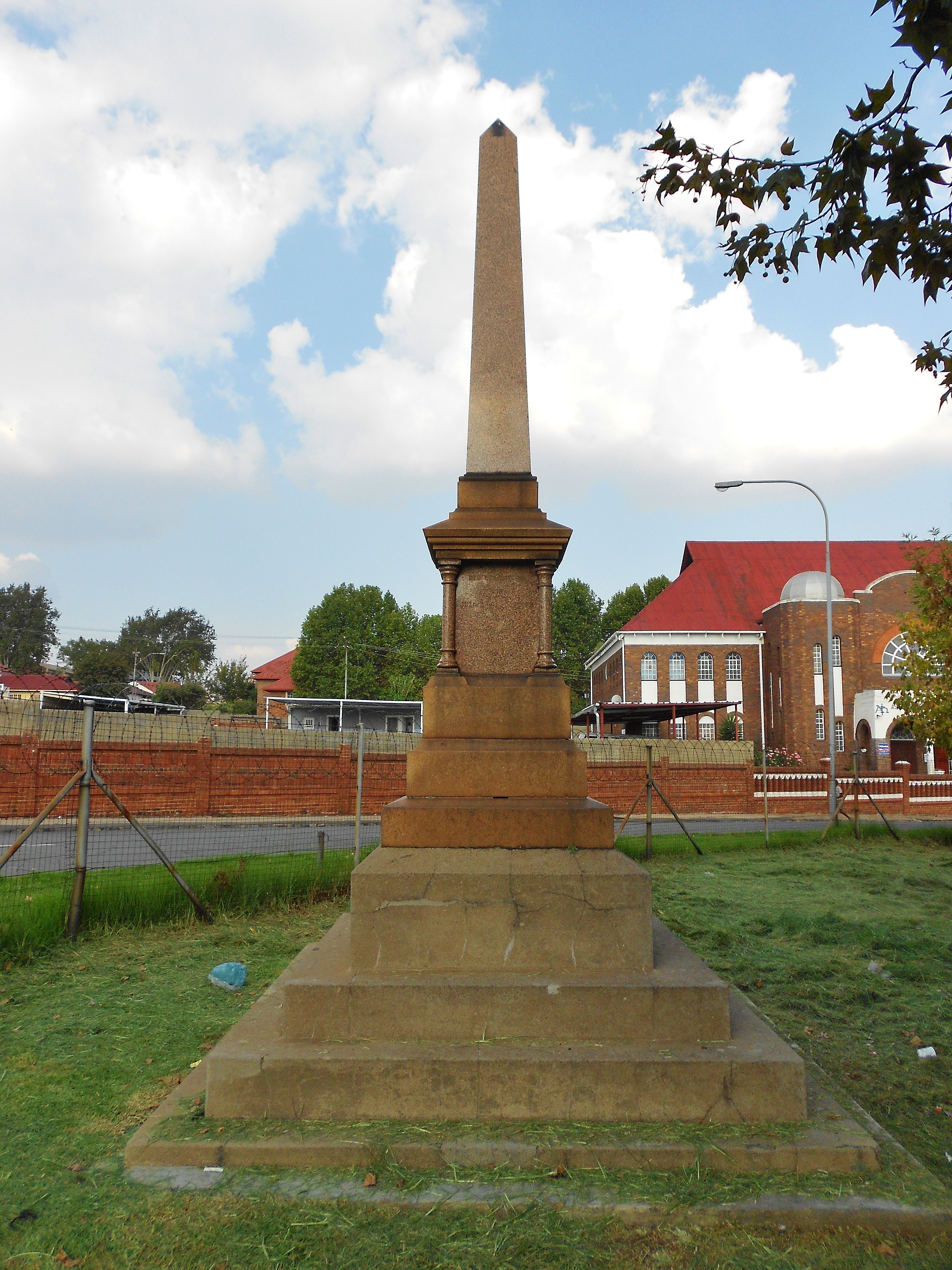
Das Jeppe-Denkmal zur Erinnerung an Julius Jeppe sen., den Gründer des Stadtteils

- Anglikanische Kirche St Mary's the Less, 1889 erbaut[4]
- Stadtteilgebiet Belgravia
- Jeppe Oval Gardens bzw. The Oval
- Murray-Park, ein kommunales Grünflächenareal[5]
- Museum of African Design (MOAD)[6]
- New Apostolic Church
- Salisbury House[7]
- Sir Julius Jeppe Memorial im Jeppe Oval